# 乳香鱼科
乳香鱼科（学名：Lactariidae）是鲈形目下的一个科。

## 下属分类
本科包括以下属：
- 乳香鱼属 Lactarius Valenciennes, 1833
- Paralactarius Schwarzhans, 1980
- Platylepis Swainson, 1839